# Nglayang
Nglayang is een bestuurslaag in het regentschap Ponorogo van de provincie Oost-Java, Indonesië. Nglayang telt 2247 inwoners (volkstelling 2010).